# Gran Premio Industria e Commercio di Prato 1973
Il Gran Premio Industria e Commercio di Prato 1973, ventottesima edizione della corsa, si svolse il 23 agosto 1973 su un percorso di 233 km, con partenza e arrivo a Prato. Fu vinto dall'italiano Fabrizio Fabbri della Magniflex davanti ai suoi connazionali Giancarlo Polidori e Walter Riccomi.

## Ordine d'arrivo (Top 10)
| Pos. | Corridore                         | Squadra     | Tempo    |
| ---- | --------------------------------- | ----------- | -------- |
| 1    | Fabrizio Fabbri                   | Magniflex   | 6h06'00" |
| 2    | Giancarlo Polidori                | Scic        |          |
| 3    | Walter Riccomi                    | Sammontana  |          |
| 4    | Franco Bitossi                    | Sammontana  |          |
| 5    | Marcello Bergamo                  | Filotex     |          |
| 6    | Michele Dancelli                  | Scic        |          |
| 7    | Martin Emilio Rodriguez Gutierrez | Bianchi     |          |
| 8    | Gianni Motta                      | Zonca       |          |
| 9    | Tullio Rossi                      | Dreherforte |          |
| 10   | Sigfrido Fontanelli               | Sammontana  |          |